# Cuneo Volley Ball Club 1992-1993
Questa voce raccoglie le informazioni riguardanti il Cuneo VBC nelle competizioni ufficiali della stagione 1992-1993.

## Stagione
La stagione 1992-1993 è per la società piemontese, sponsorizzata dalla Alpitour e dalla Diesel, la quarta consecutiva nel massimo campionato italiano. La campagna acquisti porta a Cuneo elementi di valore, tra i quali spicca l'opposto bulgaro Ljubomir Ganev, arrivato da Spoleto.
In campionato conclude un ottimo girone di andata al quinto posto, frutto di nove vittorie e quattro sconfitte. Il girone di ritorno non è altrettanto soddisfacente: dopo quattro vittorie e due sconfitte, la squadra perde le ultime sette partite, chiudendo la stagione regolare al settimo posto e qualificandosi per i play off scudetto. Cuneo elimina Modena negli ottavi di finale, grazie a due vittorie in gara 1 e gara 3, a fronte di una sola sconfitta in gara 2. Nei quarti di finale viene eliminata da Treviso, che ribalta l'iniziale vantaggio cuneese vincendo gara 2 e gara 3.
La Coppa Italia, che vede impegnate le formazioni di serie A1 e di serie A2, vede Cuneo eliminare l'Olimpia Sant'Antioco nei sedicesimi e Padova negli ottavi. Nei quarti di finale viene eliminata da Ravenna, che passa il turno in virtù del quoziente punti, dopo che la gara di andata e quella di ritorno si erano chiuse con un 3-0 per parte.

## Organigramma societario
Area direttiva
- Presidente: Bruno Fontana
- Vicepresidente: Ezio Barroero
- Vicepresidente: Bruno Lubatti
- Segreteria generale: Fulvia Cacciò
- Team manager: Gino Primasso
- Direttore sportivo: Enzo Prandi

Area comunicazione
- Relazioni esterne: Bruno Lubatti
- Addetto stampa: Massimo Silumbra

Area tecnica
- 1º allenatore: Philippe Blain
- 2º allenatore: Roberto Serniotti
- Preparatore atletico: Ezio Bramard

Area sanitaria
- Medico: Stefano Carando
- Medico: Emilio Lucidi
- Fisioterapista: Umberto Cuminotto
- Massaggiatore: Gabriele Giorgis

## Rosa
| N. | Giocatore        | Ruolo | Data di nascita   | Nazionalità sportiva |
| -- | ---------------- | ----- | ----------------- | -------------------- |
| 1  | Ljubomir Ganev   | S/O   | 6 ottobre 1965    | Bulgaria             |
| 2  | Liano Petrelli   | S     | 24 marzo 1965     | Italia               |
| 3  | Borislav Kiossev | S     | 3 agosto 1961     | Bulgaria             |
| 4  | Mauro Montanari  | P     | 22 marzo 1966     | Italia               |
| 6  | Osvaldo Maffei   | C     | 20 maggio 1969    | Argentina            |
| 7  | Davide Bellini   | P     | 20 maggio 1969    | Italia               |
| 8  | Guido De Luigi   | C     | 17 marzo 1963     | Italia               |
| 9  | Paolo Bartek     | S     | 5 luglio 1974     | Italia               |
| 10 | Sergio Besozzi   | S     | 24 dicembre 1968  | Italia               |
| 11 | Davide Caligaris | S     | 1º settembre 1972 | Italia               |
| 12 | Luca Mantoan     | S     | 3 febbraio 1966   | Italia               |

## Mercato
| Acquisti | Acquisti         | Acquisti  | Acquisti |
| R.       | Nome             | da        | Modalità |
| -------- | ---------------- | --------- | -------- |
| S        | Sergio Besozzi   | Panini    | ?        |
| S        | Davide Caligaris | Agrigento | ?        |
| O        | Ljubomir Ganev   | Marconi   | ?        |
| S        | Borislav Kiossev | Brescia   | ?        |
| C        | Osvaldo Maffei   | ?         | ?        |
| P        | Mauro Montanari  | Tricolore | ?        |
| S        | Liano Petrelli   | Treviso   | ?        |

| Cessioni | Cessioni           | Cessioni  | Cessioni |
| R.       | Nome               | a         | Modalità |
| -------- | ------------------ | --------- | -------- |
| P        | Francesco Angesia  | Tricolore | ?        |
| S        | Riccardo Gallia    | Lazio     | ?        |
| S        | Luca Mantovani     | Catania   | ?        |
| S        | Krzysztof Stelmach | Tricolore | ?        |
| S        | Andrej Urnaut      | ?         | ?        |
| C        | Giampiero Valsania | ?         | ?        |

## Risultati

### Serie A1

#### Girone d'andata
| 1ª giornata - 20 settembre 1992 Palasport San Paolo, Prato                  | Prato     | 0 - 3 | Cuneo          | 10-15, 7-15, 5-15                |
| 2ª giornata - 27 settembre 1992 Palasport di San Rocco Castagnaretta, Cuneo | Cuneo     | 3 - 0 | Schio          | 15-11, 15-4, 15-12               |
| 3ª giornata - 4 ottobre 1992 PalaPanini, Modena                             | Panini    | 2 - 3 | Cuneo          | 9-15, 15-8, 15-11, 15-17, 13-15  |
| 4ª giornata - 11 ottobre 1992 Palazzetto dello Sport, Roma                  | Lazio     | 1 - 3 | Cuneo          | 15-3, 13-15, 11-15, 12-15        |
| 5ª giornata - 18 ottobre 1992 Palasport di San Rocco Castagnaretta, Cuneo   | Cuneo     | 3 - 0 | Marconi        | 15-11, 15-8, 15-9                |
| 6ª giornata - 25 ottobre 1992 Palasport San Filippo, Brescia                | Brescia   | 2 - 3 | Cuneo          | 12-15, 15-10, 11-15, 15-2, 14-16 |
| 7ª giornata - 1º novembre 1992 Palasport di San Rocco Castagnaretta, Cuneo  | Cuneo     | 1 - 3 | Parma          | 15-13, 8-15, 12-15, 12-15        |
| 8ª giornata - 22 novembre 1992 Palasport di San Rocco Castagnaretta, Cuneo  | Cuneo     | 3 - 0 | Gonzaga Milano | 16-14, 15-12, 15-11              |
| 9ª giornata - 2 dicembre 1992 PalaVerde, Villorba                           | Treviso   | 3 - 0 | Cuneo          | 15-8, 15-9, 15-4                 |
| 10ª giornata - 9 dicembre 1992 PalaBadiali, Falconara Marittima             | Falconara | 0 - 3 | Cuneo          | 8-15, 12-15, 7-15                |
| 11ª giornata - 16 dicembre 1992 Palasport di San Rocco Castagnaretta, Cuneo | Cuneo     | 2 - 3 | Gabeca         | 12-15, 15-1, 15-13, 15-17, 12-15 |
| 12ª giornata - 20 dicembre 1992 Palasport di San Rocco Castagnaretta, Cuneo | Cuneo     | 1 - 3 | Porto Ravenna  | 5-15, 15-11, 11-15, 8-15         |
| 13ª giornata - 27 dicembre 1992 PalaBernhardsson, Padova                    | Petrarca  | 2 - 3 | Cuneo          | 15-2, 7-15, 8-15, 15-13, 12-15   |

#### Girone di ritorno
| 1ª giornata - 3 gennaio 1993 Palasport di San Rocco Castagnaretta, Cuneo    | Cuneo          | 0 - 3 | Prato     | 15-17, 13-15, 4-15               |
| 2ª giornata - 6 gennaio 1993 PalaCampagnola, Schio                          | Schio          | 1 - 3 | Cuneo     | 13-15, 6-15, 16-14, 11-15        |
| 3ª giornata - 10 gennaio 1993 Palasport di San Rocco Castagnaretta, Cuneo   | Cuneo          | 0 - 3 | Panini    | 12-15, 8-15, 13-15               |
| 4ª giornata - 17 gennaio 1993 Palasport di San Rocco Castagnaretta, Cuneo   | Cuneo          | 3 - 2 | Lazio     | 15-9, 15-17, 6-15, 15-6, 15-9    |
| 5ª giornata - 24 gennaio 1993 PalaRota, Spoleto                             | Marconi        | 1 - 3 | Cuneo     | 12-15, 15-13, 14-16, 13-15       |
| 6ª giornata - 31 gennaio 1993 Palasport di San Rocco Castagnaretta, Cuneo   | Cuneo          | 3 - 0 | Brescia   | 15-10, 15-13, 15-6               |
| 7ª giornata - 7 febbraio 1993 PalaRaschi, Parma                             | Parma          | 3 - 0 | Cuneo     | 15-12, 15-8, 15-10               |
| 8ª giornata - 17 febbraio 1993 Palalido, Milano                             | Gonzaga Milano | 3 - 0 | Cuneo     | 15-9, 15-12, 15-9                |
| 9ª giornata - 21 febbraio 1993 Palasport di San Rocco Castagnaretta, Cuneo  | Cuneo          | 2 - 3 | Treviso   | 10-15, 15-10, 15-7, 10-15, 10-15 |
| 10ª giornata - 28 febbraio 1993 Palasport di San Rocco Castagnaretta, Cuneo | Cuneo          | 1 - 3 | Falconara | 15-17, 15-10, 14-16, 13-15       |
| 11ª giornata - 7 marzo 1993 PalaGeorge, Montichiari                         | Gabeca         | 3 - 0 | Cuneo     | 15-10, 15-8, 15-8                |
| 12ª giornata - 16 marzo 1993 PalaDeAndrè, Ravenna                           | Porto Ravenna  | 3 - 0 | Cuneo     | 15-12, 15-13, 15-10              |
| 13ª giornata - 21 marzo 1993 Palasport di San Rocco Castagnaretta, Cuneo    | Cuneo          | 2 - 3 | Petrarca  | 15-10, 1-15, 11-15, 15-12, 6-15  |

#### Play-off scudetto
| Ottavi di finale (gara 1) - 15 marzo 1993 Palasport di San Rocco Castagnaretta, Cuneo | Cuneo   | 3 - 2 | Panini  | 15-12, 15-13, 6-15, 6-15, 15-9   |
| Ottavi di finale (gara 2) - 18 marzo 1993 PalaPanini, Modena                          | Panini  | 3 - 1 | Cuneo   | 1-15, 15-13, 16-14, 15-4         |
| Ottavi di finale (gara 3) - 21 marzo 1993 Palasport di San Rocco Castagnaretta, Cuneo | Cuneo   | 3 - 1 | Panini  | 15-10, 2-15, 15-12, 15-9         |
| Quarti di finale (gara 1) - 24 marzo 1993 PalaVerde, Treviso                          | Treviso | 2 - 3 | Cuneo   | 15-13, 15-5, 12-15, 12-15, 12-15 |
| Quarti di finale (gara 2) - 28 marzo 1993 Palasport di San Rocco Castagnaretta, Cuneo | Cuneo   | 0 - 3 | Treviso | 13-15, 12-15, 13-15              |
| Quarti di finale (gara 3) - 31 marzo 1993 PalaVerde, Treviso                          | Treviso | 3 - 1 | Cuneo   | 15-9, 11-15, 15-6, 15-9          |

### Coppa Italia

#### Fase a eliminazione diretta
| Sedicesimi di finale - 24 settembre 1992 PalaRockefeller, Cagliari                       | Olimpia Sant'Antioco | 0 - 3 | Cuneo         | 11-15, 11-15, 8-15  |
| Ottavi di finale - 1º ottobre 1992 Palasport di San Rocco Castagnaretta, Cuneo           | Cuneo                | 3 - 0 | Petrarca      | 15-9, 15-10, 16-14  |
| Quarti di finale (andata) - 7 ottobre 1992 PalaDeAndrè, Ravenna                          | Porto Ravenna        | 3 - 0 | Cuneo         | 15-10, 15-5, 15-8   |
| Quarti di finale (ritorno) - 15 ottobre 1992 Palasport di San Rocco Castagnaretta, Cuneo | Cuneo                | 3 - 0 | Porto Ravenna | 15-12, 15-13, 15-13 |

## Statistiche

### Statistiche di squadra
| Competizione | Punti | In casa | In casa | In casa | In trasferta | In trasferta | In trasferta | Totale | Totale | Totale |
| Competizione | Punti | G       | V       | P       | G            | V            | P            | G      | V      | P      |
| ------------ | ----- | ------- | ------- | ------- | ------------ | ------------ | ------------ | ------ | ------ | ------ |
| Serie A1     | 26    | 16      | 7       | 9       | 16           | 9            | 7            | 32     | 16     | 16     |
| Coppa Italia | -     | 2       | 2       | 0       | 2            | 1            | 1            | 4      | 3      | 1      |

G = partite giocate; V = partite vinte; P = partite perse

### Statistiche dei giocatori
| P. Bartek    | 1  | 3    | 3   | 0  | 0   | Statistiche assenti | 1  | 3    | 3   | 0  | 0   |
| D. Bellini   | 29 | 141  | 43  | 84 | 14  | Statistiche assenti | 29 | 141  | 43  | 84 | 14  |
| S. Besozzi   | 29 | 152  | 119 | 27 | 7   | Statistiche assenti | 29 | 152  | 119 | 27 | 7   |
| D. Caligaris | 21 | 0    | 0   | 0  | 0   | Statistiche assenti | 21 | 0    | 0   | 0  | 0   |
| G. De Luigi  | 22 | 213  | 150 | 60 | 5   | Statistiche assenti | 22 | 213  | 150 | 60 | 5   |
| L. Ganev     | 29 | 1092 | 902 | 93 | 100 | Statistiche assenti | 29 | 1092 | 902 | 93 | 100 |
| B. Kiossev   | 28 | 594  | 236 | 28 | 10  | Statistiche assenti | 28 | 594  | 236 | 28 | 10  |
| O. Maffei    | 22 | 178  | 134 | 37 | 8   | Statistiche assenti | 22 | 178  | 134 | 37 | 8   |
| L. Mantoan   | 28 | 342  | 248 | 80 | 15  | Statistiche assenti | 28 | 342  | 248 | 80 | 15  |
| M. Montanari | 0  | 0    | 0   | 0  | 0   | Statistiche assenti | 0  | 0    | 0   | 0  | 0   |
| L. Petrelli  | 28 | 350  | 303 | 40 | 9   | Statistiche assenti | 28 | 350  | 303 | 40 | 9   |

P = presenze; PT = punti totali; AV = attacchi vincenti; MV = muri vincenti; BV = battute vincenti